# Webmaster
Webmaster (từ nối của web và master), cũng được gọi là website administrator là cách gọi chung cho người làm công việc quản trị một hay nhiều trang web.
Webmaster thường được biết đến là người thành thạo mã HTML, là người trực tiếp quản lý tất cả các thành phần của trang web. Dựa trên loại trang web họ quản lý, các webmaster thường thành thạo các ngôn ngữ lập trình khác nhau như Javascript, PHP, Python (ngôn ngữ lập trình), SQL, CSS. Họ cũng thường biết cách thiết lập máy chủ web giống như quản trị viên của máy chủ.

## Nhiệm vụ và trách nhiệm của các Webmaster
Trong môi trường kinh doanh trên Internet hiện đại như ngày nay thì Webmaster đóng vai trò rất quan trọng giúp cho các doanh nghiệp phát huy được sức mạnh tiềm ẩn của mỗi một trang Web.
Các Webmaster sẽ đảm nhận 4 vai trò sau:
- Bảo hành, bảo trì Website
- Quản trị nội dung Website
- Vận hành Website
- Báo cáo, theo dõi tình hình hoạt động của Website

## Kỹ năng cần có
Để đảm bảo được công việc quản trị Website được tốt nhất, các Webmaster cần có những kỹ năng sau:
- Am hiểu về cấu trúc Website
- Biết thêm về các ngôn ngữ lập trình (Nếu giỏi thì càng tốt):
- Sử dụng thành thạo các công cụ quản trị Website như Google Search Console, Google Analytics,...
- Khả năng viết nội dung tốt
- Khả năng xử lý đồ họa cơ bản
- Cẩn thận, chỉn chu trong công việc.
- Có kiến thức chuyên sâu về SEO (Search Engine Optimization): Các Webmaster có nhiệm vụ quan trọng là tuân thủ các quy tắc của bộ máy tìm kiếm như Google, Bing, DuckDuckgo, Baidu, Yahoo, Cốc Cốc....  đến Website và tăng thứ hạng từ khóa của trang Web trên các công cụ tìm kiếm (Search Engine). Để làm được điều này thì người quản trị Web phải am hiểu về SEO để tối ưu Website và Máy chủ Chứa Web thân thiện hơn với các Search Engine. Kết quả là các nội dung chất lượng mà bạn phát hành sẽ dễ dàng đến được với khách hàng tiềm năng hơn thông qua các bộ máy tìm kiếm (Search Engine). Bên cạnh đó thì các Webmaster sẽ giúp bạn thực hiện hỗ trợ công việc với bộ phận Marketing thông qua kết nối mã nguồn với các mạng xã hội để từ đó hình thành và gắn kết cộng đồng khách hàng trung thành cho doanh nghiệp.
- Nhiều người thường lầm tưởng là cần kỹ năng Online Marketing và cần tăng lượng người truy cập (traffic) tuy nhiên các việc này bộ máy tìm kiếm không yêu cầu bắt buộc và đặc biệt nếu traffc cao máy chủ sẽ phản hồi tới bộ máy tìm kiếm chậm hơn và bạn có thể bị giảm xếp hạng do tốc độ phản hồi chậm, để giải quyết điều này các Webmaster thực sự sẽ phải giải quyết bằng cách Sử dụng CDN hoặc nâng cấp máy chủ và đường truyền vật lý, mua thêm tài nguyên trên các Cloud server, Hostings